# Station Blake Street
Blake Street is een spoorwegstation van National Rail in Birmingham in Engeland. Het station is eigendom van Network Rail en wordt beheerd door West Midland Trains.